# Otto Kleine
Otto Kleine (* 16. November 1898 in Apolda; † 7. November 1968 ebenda) war ein deutscher kommunistischer Widerstandskämpfer gegen den Nationalsozialismus.

## Leben
Kleine entstammte einer Arbeiterfamilie: sein Vater Otto war Beschrifter, und seine Mutter Klara war Heimarbeiterin. Nach dem Besuch der Volksschule erlernte er bei Strickermeister Burkhard Schäfer den Beruf des Strickers. 1916 erwarb er seinen Gesellenbrief. Mit 15 Jahren trat er der Sozialistischen Arbeiterjugend (SAJ) bei. Im Jahre 1921 wurde er Mitglied in der Kommunistischen Partei Deutschlands (KPD).

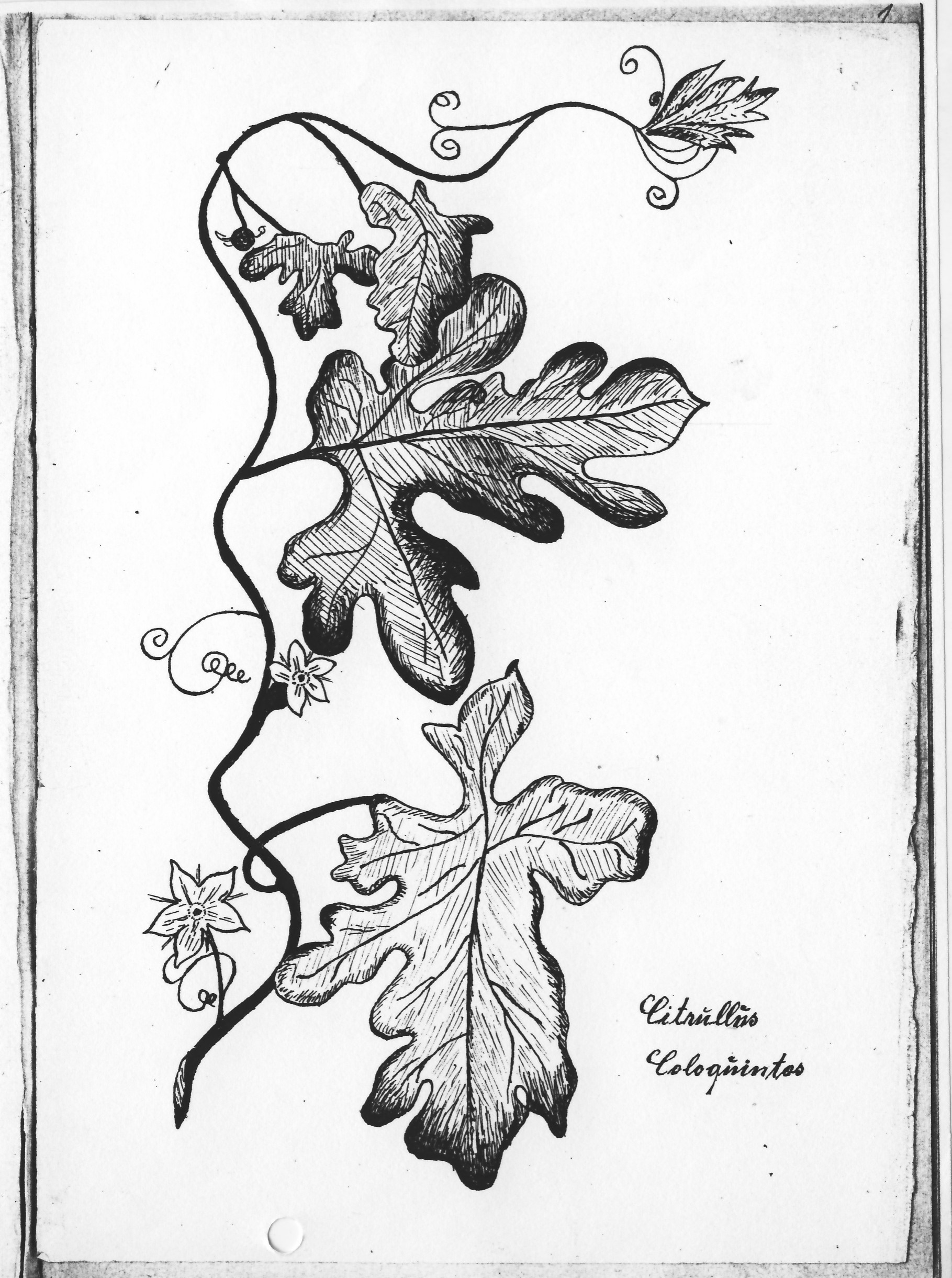
Florale Studien aus Kleines Skizzenbuch

Nach der Machtergreifung der NSDAP setzte er seine antifaschistische Tätigkeit illegal fort. Zusammen mit seinem Freund Willi Brümmer knüpfte er unter Ausnutzung verwandtschaftlicher Beziehungen nach Asch in Böhmen Kontakte zur illegalen Leitung der KPD und schmuggelte antifaschistisches Propagandamaterial an verdeckte Adressen in Jena, Weimar, Eisenberg und Naumburg. Nachdem die Gestapo diese Aktivitäten aufgedeckt hatte, wurden er und sein Freund Brümmer am 19. Juni 1936 in Untersuchungshaft genommen und in das Apoldaer Amtsgerichtsgefängnis verbracht. Sein Freund nahm sich nach erlittenen Misshandlungen im Gefängnis das Leben. Kleine wurde zusammen mit anderen Widerständlern in einem Hochverratsprozess am 31. Juli 1936 zu 14 Jahren Zuchthaus verurteilt, die er im „Roten Ochsen“ von Halle anfänglich in Einzelhaft verbringen musste. In seiner Zelle beschäftigte er sich mit biologischen Studien, bei denen zahlreiche florale Skizzenblätter entstanden. Nach drei Jahren wurde er in einer Schneiderei eingesetzt und musste Uniformen anfertigen. Als im Frühjahr 1945 das Ende der NS-Herrschaft nahte, wurden er und Mitgefangene auf einen Evakuierungstransport zusammen mit KZ-Häftlingen aus Buchenwald verladen. Diesen Eisenbahntransport in Richtung Theresienstadt, der in offenen Loren durchgeführt wurde, überlebten hunderte von Häftlingen nicht. Kleine erlebte beim Nahen alliierter Truppen und der Flucht der Bewacher dank glücklicher Umstände seine Befreiung.
Nach der Befreiung vom Nationalsozialismus ging Otto Kleine nach Gera, wo er beim Aufbau der Deutschen Volkspolizei (DVP) mitwirkte. Nach seiner Hochzeit 1955 zog er mit Ehefrau Anneliese in das elterliche Wohnhaus nach Apolda. Politisch organisiert in der Sozialistischen Einheitspartei Deutschlands (SED) war er fortan bei der Ausbildung junger Volkspolizisten sowie im Strafvollzug tätig. Aus gesundheitlichen Gründen schied er 1957 im Range eines Oberstleutnants aus dem Dienst der DVP aus. Nun arbeitete er ehrenamtlich in der Parteikontrollkommission des Kreises Apolda sowie in der Gesellschaft für Deutsch-Sowjetische Freundschaft (GDSF).

## Ehrungen
- 1959 Medaille für Kämpfer gegen den Faschismus
- 1968 nach dem Tod von Kleine wurde der FDJ-Gruppe der Apoldaer Volkspolizei der Ehrenname „Otto Kleine“ verliehen.